# Ибн Сауд
Абд ел-Азиз ибн Сауд (арап. عبد العزيز بن عبد الرحمن ال سعود,ʿАбд ел-ʿАзиз. ʿАбд ар-Рахман. Фајсал ел Сауд), вероватно рођен 15. јануара 1875. у Ријаду; † 9. новембра 1953. у Таифу; је дошао из династије Сауд и био је први краљ Саудијске Арабије односно „треће саудијске државе". Покорио је и ујединио племена Арапског полуострва и 1932. основао садашњу Краљевину Саудијску Арабију, којом је владао до своје смрти 1953. године.
Године 1902. заузео је Ријад, родно мјесто своје породице, чиме је започео три деценије освајања и напосљетку је постао владаром готово цијеле централне Арабије. Године 1922. консолидирао је контролу над Наџдом и три године касније освојио је Хиџаз. Сва наведена подручја 1932. постала су дијелом краљевине Саудијске Арабије. За вријеме његове владавине 1938. откривена су лежишта нафте и након Другог свјетског рата развија се снажна нафтна индустрија. Ибн Сауд имао је много дјеце, укључујући 45 синова, међу којима је и шест сљедећих саудијских краљева.

## Порекло и младост
Абд ал-Азиз ибн Сауд је био члан саудијске династије и вероватно је рођен 15. јануара 1875. године у Ријаду. Био је други најстарији син Абдул Рахман ибн Фајсала, владајућег имама Емирата Неџд, и Саре бинт Ахмед Ал Судаири († 1910), једне од његових жена. Тамо је одрастао, стекао приватно школовање и обучен да преузме државне послове. Након што су његовог оца збацили Рашиди 1891. године, владајућа породица Саудова морала је да побегне у изгнанство у Кувајт. Тамо је млади ибн Сауд живео са својом породицом у скромним околностима  у региону Неџд. У исто време, похађао је Меџлис, где га је обучавао у вештини управљања Мубарак ас-Сабах, емир Кувајта.

## Оснивање краљевине
Почетак нове историје Арабије почиње средином 18. века. Покрет који су започели Мухамед ибн Абдул Вахаб и Мухамед ибн Сауд, што је резултирало брзим ширењем моћи династије Сауд у централној и источној Арабији. Њихова владавина почетком 19. века. простирала се од Палмире до Омана и била је највећа административна територија на Арапском полуострву од времена пророка. Ово је била прва саудијска држава чија је владавина окончана рушењем главног града Дираџа. Након обнове саудијске државе за неколико година уследило је успостављање друге саудијске државе која је трајала до 1891. године. Након периода стагнације, покрет је коначно оживео обновитељ саудијске државе, Абд ал-Азиз ибн Сауд, да би 23. септембра 1932. године створио краљевину Саудијске Арабије, која се протезала од Персијског залива до Црвеног мора. Краљ Абдулазиз ибн Сауд успоставио је висок стандард безбедности у краљевству, регулисао цене превоза за хаџ, увео радио, бежични телеграф, телефонску и аутобуску услугу. Након његове владавине, која је трајала до 1953. године, наследили су га његови синови Сауд (1953-1964), Фајсал (1964-1975), Халид (1975-1982), Фахд (1982-2005), Абдулах (2005-2015) и Салман (2015— данас).

## Породица
Ибн Сауд је имао укупно 45 мушких потомка са 19 жена. Сматра се да је имао свеукупно 24 жене. Укупан број његове деце је не познат, али је вероватно 50 до 60. Процес сукцесије углавном је искључио старије чланове ел Сауда. Најуспешнији кандидати су мушки потомци који су раније били на високим државним функцијама и чије су мајке биле супруге Абд ел-Азиза. Такође морају бити у стању да уједине различите огранке породице.